# Hermanas de la Sagrada Familia de Savigliano
La Congregación de la Sagrada Familia de Savigliano (oficialmente en latín: Congregatio Sororum Sacræ Familiæ Saviliani) es un instituto religioso católico femenino, de vida apostólica y de derecho pontificio, fundado en 1881 por la religiosa italiana Giuseppina Bonino en Savigliano. A las religiosas de este instituto se les conoce como Hermanas de la Sagrada Familia y posponen a sus nombres las siglas I.S.F.

## Historia
La congregación fue fundada en Savigliano (Italia) por la religiosa Giuseppina Bonino, el 19 de marzo de 1877, con el fin de dedicarse al cuidado de los huérfanos. El ejemplo de su vida atrajo a muchas jóvenes que decidieron hacerla su superiora en 1881.
El instituto inició formalmente con la aprobación como congregación religiosa de derecho diocesano por el obispo de Turín, Gaetano Alimonda, el 8 de septiembre de 1887, con el nombre de Congregación de la Sagrada Familia, y agregadas a la Orden de los Carmelitas Descalzos. El instituto fue elevado a la categoría de congregación pontificia por el papa Pablo VI, mediante decretum laudis del 1 de agosto de 1975.

## Organización
La Congregación de Hermanas de la Sagrada Familia de Savigliano es un instituto religioso de derecho pontificio y centralizado, cuyo gobierno es ejercido por una superiora general. La sede central se encuentra en Turín (Italia).
Las hermanas de la Sagrada Familia se dedican a la educación cristiana de la juventud, al cuidado de los enfermos y a la pastoral parroquial, forman parte de la Familia carmelita, viven según la Regla de san Alberto y visten un hábito compuesto por túnica y velo azules. En 2017, el instituto contaba con 37 religiosas y 5 comunidades, presentes en Albania, Brasil, Camerún e Italia.